# Liste der Museen im Landkreis Südwestpfalz

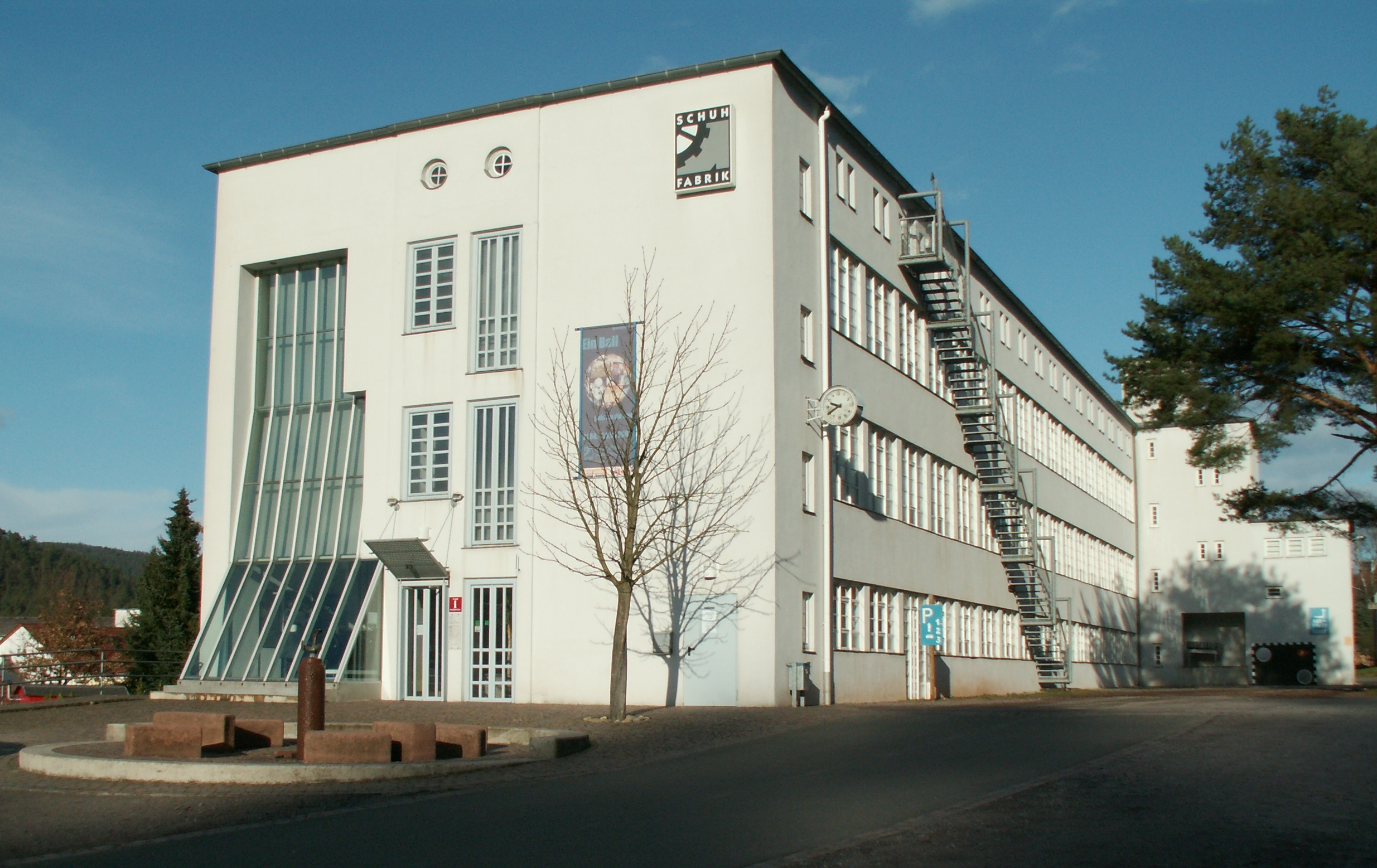
Deutsches Schuhmuseum Hauenstein

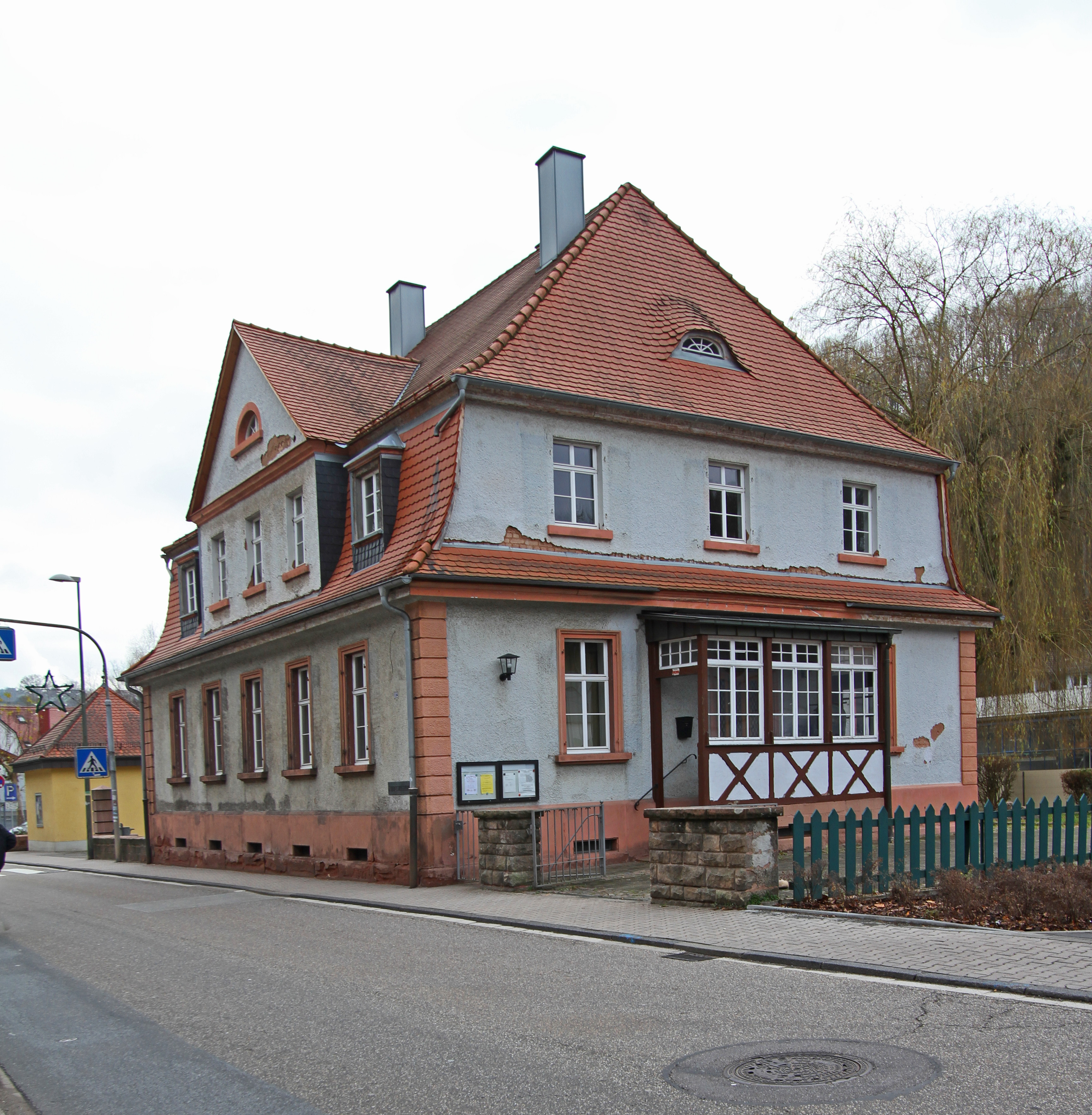
Heimatmuseum Waldfischbach

Die Liste der Museen im Landkreis Südwestpfalz enthält sämtliche Museen innerhalb des Landkreises Südwestpfalz.

## Museen
- Dahn
  - Burgmuseum Altdahn
- Erlenbach bei Dahn, Landkreis Südwestpfalz
  - Museum Burg Berwartstein
- Hauenstein (Pfalz)
  - Deutsches Schuhmuseum Hauenstein
  - Pfälzisches Sportmuseum
- Heltersberg
  - Heimatmuseum
- Hornbach
  - Ausstellung Hieronymus Bock
  - Historama Kloster Hornbach
- Nothweiler
  - Besucherbergwerk Eisenerzgrube (s. Webseite Nothweiler)
- Rodalben
  - Johann Peter Frank-Museum
- Schmitshausen
  - Heimatmuseum Wallhalben
- Waldfischbach-Burgalben, Landkreis Südwestpfalz
  - Heimatmuseum

## Ehemalige Museen
- Dahn
  - Museum Dahn-Reichenbach, geschlossen
- Eppenbrunn
  - Heimat- u. Waldmuseum, 2005 geschlossen
- Fischbach bei Dahn
  - Biosphärenhaus. 2023 geschlossen
- Herschberg
  - Wald- und Forstmuseum, geschlossen
- Nothweiler
  - ehemaliges Museum Instrumentarium. Ende 2012 geschlossen, Sammlung verkauft